# اساس ایمن‌شناسی و ایمنی‌شناسی خونی
اساس ایمن‌شناسی و ایمنی‌شناسی خونی کتابی از فروزنده برلیان است که در سال ۱۳۵۱ منتشر و برندهٔ جایزه کتاب سال سلطنتی شد.